# Leopold Kronecker
Leopold Kronecker, nemški matematik in logik, * 7. december 1823, Liegnitz, Prusija (sedaj Legnica, Poljska), † 29. december 1891, Berlin, Nemčija.

## Življenje in delo
Kroneker je bil sin bogatih judovskih staršev, očeta Isidorja Kroneckerja in matere Johanne Prausnitzer. Njegov sedemnajst let mlajši brat Hugo je postal znan filozof in profesor v Bernu. Na Gimnaziji v Liegnitzu ga je poučeval matematiko Kummer, ki ga je zelo navdušil zanjo. Leta 1841 je Kronecker začel študirati  na Univerzi v Berlinu, kjer sta poučevala Dirichlet in Steiner. Njegovo doktorsko delo O kompleksnih enotah (De Unitatibus Complexis), ki ga je napisal leta 1845, je navdihnilo Kummerjevo delo s področja teorije števil. V njem je podal posebno določitev enot v določenih algebrskih obsegih.
V letu 1935 je obiskal Pariz, kjer je spoznal Hermita in druge vodilne francoske matematike. 
Leta 1848 se je poročil s svojo sestrično Fanny Prausnitzer in nadaljeval z očetovim poslom. Imela sta šest otrok, od katerih so ju preživeli štirje. Osem let se ni ukvarjal z matematiko, vendar je ostal v stiku z matematiki, še posebej s Kummerjem.
V letu 1853 je objavil znanstveno razpravo o možnosti algebrskega reševanja enačb in razširil Galoisovo delo o teoriji enačb. Tedaj je zelo malo ljudi razumelo Galoisovo teorijo o enačbah. Kroneckerjev pristop je bil značilen za večino njegovega dela. Verjetno je bil edini matematik tistega časa, ki je obvladal Galoisovo teorijo in prodrl do temeljev Galoisove misli. Liouville se je zadovoljil le s pregledom nad teorijo, kar mu je omogočilo, da je objavil Galoisovo zapuščino. 
V delu O reševanju splošne enačbe pete stopnje iz leta 1850 (objavljeno 1958) je z uporabo Galoisovih zamisli in teorije grup rešil polinomsko enačbo pete stopnje. Problem je s pomočjo eliptičnih (modularnih) funkcij rešil Hermite, Kroneckerjeva pot pa se zdi naravnejša. V drugem delu iz leta 1861 se je vrnil na ta problem in iskal razloge zakaj je splošna enačba pete stopnje rešljiva, ter tako dopolnil Abelove doprinose, ki je problem rešil z radikali.
Kroneckerjev finitizem v temeljih matematike predstavlja predhodnika intuicionizma.
Kronecker je leta 1883 sprejel mesto profesorja na Univerzi v Berlinu. 
Prispeval je tudi k zamisli o zveznosti in predelal obliko iracionalnih števil v realna. V analizi je zavrnil Weierstrassovo določitev zvezne nikjer odvedljive funkcije.
Znan je njegov izrek iz leta 1884 v teoriji diofantskih približkov v teoriji števil.
Kronecker je zelo nasprotoval Cantorjevi teoriji množic.